# В-Варен Нагасакі
Футбольний клуб «В-Варен Нагасакі» (яп. V・ファーレン長崎) — професійний японський футбольний клуб із міста Нагасакі. Клуб грає в Джей-лізі 2, другому дивізіоні японського футболу.

## Історія
Клуб був заснований у 1985 році під назвою «Аріаке», та грав під цією назвою до 2004 року, коли об'єднався з клубом «Кунімі». Після злиття клуб взяв нову назву «В-Варен Нагасакі», яка використовується від цього часу. З 2006 року клуб грав у футбольній лізі Кюсю, і виборював місце в Японській футбольній лізі, але виграв його лише в листопаді 2008 року, отримавши друге місце в турнірі на підвищення регіональної ліги.
У січні 2009 року клуб подав заявку на асоційоване членство в Джей-лізі, і його заявку було прийнято на засіданні правління ліги в лютому 2009 року. У 2012 році «В-Варен Нагасакі» виграв чемпіонат Японської футбольної ліги, та отримав підвищення до Джей-ліги 2. Через 5 років клуб вперше виграв підвищення до Джей-ліги 1 після того, як посів друге місце в сезоні 2017 року.

### Джей Ліга: з 2013 року
Готуючись до першого сезону клубу в Джей-лізі 2, «В-Варен Нагасакі» запросив місцевого уродженця Такуя Такаґі стати тренером команди на новим сезон. 3 березня 2013 клуб зіграв свій перший матч у другому японському дивізіоні проти команди «Фаджіано Окаяма» на стадіоні «Канко» в Окаямі, в якому клуб зіграв унічию 1–1, а Коїті Сато забив перший гол у Джей-лізі. 10 березня 2013 року клуб зіграв свій перший домашній матч у Джей-лізі 2 на стадіоні «Нагасакі Атлетік Стейдіум» проти колишнього чемпіона першої Джей-ліги «Ґамба Осака», у якому «В-Варен Нагасакі» програв із рахунком 1-3 перед великою аудиторією з 18153 глядачів.
11 листопада 2017 року клуб вперше у своїй історії здобув підвищення до Джей-ліги 1 після домашньої перемоги над клубом «Каматамаре Санукі» з рахунком 3-1.

### Фінансові негаразди
Після серйозних фінансових труднощів 8 березня 2017 року клуб придбала «Japanet Holdings», материнська компанія японського телевізійного гіганта «Japanet Takata Co., Ltd.», і він став повністю дочірньою компанією. «Japanet» інвестувала значні суми в клуб, забезпечивши просування у вищий рівень японського футболу, та опублікувавши плани побудови нового футбольного стадіону на місці колишнього суднобудівного заводу «Mitsubishi Nagasaki», відкриття якого заплановано на 2023 рік.

## Назва клубу
Буква «V» у назві клубу походить від португальського слова vitória (що означає «перемога»), а також від нідерландського слова vrede (що означає «мир»), тоді як varen є нідерландським дієсловом, що означає «плисти», що стосується спадщини Нагасакі як порту прибуття португальських і нідерландських торговців у період сакоку в сьоґунаті Токуґава (зокрема Дедзіма). З сезону 2025 року було представлено новий логотип клубу «В-Варен Нагасакі».

## Стадіон
До 2024 року домашнім стадіоном клубу «В-Варен Нагасакі» був «Транскосмос Стейдіум Нагасакі». З 2022 року в центрі Нагасакі будується новий стадіон клубу «Peace Stadium Connected by SoftBank», і завершення будівництва було заплановано на серпень 2024 року. Клуб запланував відкрити новий стадіон 10 жовтня 2024 року. «SoftBank» підписав спонсорську угоду з клубом на 4 роки. 6 жовтня 2024 року «В-Варен Нагасакі» зіграв перший матч на новому стадіоні проти клубу «Ойта Трініта», в якому виграв з рахунком 4-1.